# Parafia św. Botvida w Fittji
Parafia św. Botvida w Fittji – parafia katolicka z siedzibą w gminie Botkyrka, w dzielnicy Fittja, na południowy zachód od Sztokholmu. Parafia prowadzona jest przez księży salezjanów.
Nabożeństwa odbywają się w języku szwedzkim, polskim, angielskim i francuskim.

## Historia
Parafia pierwotnie podlegała do Parafii św. Ansgara w Södertälje. W 2012 filia została oddzielona od parafii w Södertälje i działa samodzielnie. Parafię założył ks. Udo Ostrop, salezjanin z Niemiec.
Po odejściu ks. Udo na emeryturę do Niemiec, polscy salezjanie z polskiej Misja Katolickiej w Sztokholmie otrzymali kościół w spadku od współbrata salezjanina.
Parafia obejmuje następujące regiony:
- Skärholmen (z Sätra i Vårberg)
- Vårby
- Tullinge
- Masmo
- Sergeltorp
- Kungens Kurva
- Norsborg
- Tumba
- Uttran
- Grödinge

## Proboszczowie
- ks. Udo Ostrop SDB (1998-2008)
- ks. Mariusz Chamarczuk SDB (2008-2010)
- ks. Zdzisław Lepper SDB (2010-obecnie)